# Hammer (Album)
Hammer ist das dritte Soloalbum des deutschen Rappers Afrob. Es erschien am 28. Februar 2005 über das Label Four Music als Standard- und Special-Edition, inklusive DVD.

## Produktion
Die Beats des Albums wurden u. a. von US-amerikanischen Musikproduzenten, wie Waajeed, Needlz, B. R. Gunna, Blitz und Young RJ produziert. Aber auch andere Produzenten, wie DJ Desue, DJ 5ter Ton, Dash und DJ Rocky waren beteiligt.

## Covergestaltung
Das Albumcover zeigt Afrob, der einen dunklen Pullover trägt, die Arme vor dem Körper verschränkt hat und den Betrachter anblickt. Im Vordergrund befinden sich die weißen Schriftzüge Afrob und Hammer.

## Gastbeiträge
Auf neun Liedern des Albums treten neben Afrob andere Künstler in Erscheinung. So ist der Rapper Dean Dawson auf den Songs Nicht mit mir und Stossen mit den Jungs an zu hören, während die Rapperin Lisi Gastauftritte bei den Tracks Es geht hoch und Du bist es nicht! hat. Die Sängerin Joy Denalane ist auf Soulmate vertreten und der Rapper Samy Deluxe unterstützt Afrob auf Ohne uns geht es nicht. Das Stück Schaffen ums zu schaffen ist eine Kollaboration mit dem Rapper Dymak und dem Sänger J-Luv. Zudem sind auf German & Yardie die Light of da Bushbabees zu hören und der Rapper Max Herre hat einen Gastauftritt im Song Viel zu gut.

## Titelliste
| #  | Titel                    | Gastmusiker            | Länge |
| -- | ------------------------ | ---------------------- | ----- |
| 1  | Intro                    |                        | 2:50  |
| 2  | Wollt ihr wissen…        |                        | 3:20  |
| 3  | Soulmate                 | Joy Denalane           | 3:33  |
| 4  | Geh dazu ab              |                        | 3:56  |
| 5  | Stopp die Party          |                        | 3:46  |
| 6  | Nicht mit mir            | Dean Dawson            | 4:21  |
| 7  | WAS                      |                        | 4:01  |
| 8  | German & Yardie          | Light of da Bushbabees | 4:17  |
| 9  | Ohne uns geht es nicht   | Samy Deluxe            | 2:43  |
| 10 | Es geht hoch             | Lisi                   | 3:53  |
| 11 | Viel zu gut              | Max Herre              | 3:53  |
| 12 | Stossen mit den Jungs an | Dean Dawson            | 4:55  |
| 13 | Was weiß ich             |                        | 3:31  |
| 14 | Schaffen ums zu schaffen | Dymak, J-Luv           | 3:17  |
| 15 | Supastar                 |                        | 3:25  |
| 16 | Zähl mein Geld           |                        | 3:32  |
| 17 | Du bist es nicht!        | Lisi                   | 2:50  |

Bonus-DVD der Special-Edition:
| # | Titel                                  |
| - | -------------------------------------- |
| 1 | Rolle mit Hip Hop (Doku)               |
| 2 | Made in Germany (Doku)                 |
| 3 | Hammer (Doku)                          |
| 4 | "Was" in der Nachbarschaft (Freestyle) |
| 5 | Spektakulär 2005 (Freestyle)           |
| 6 | Dymak (Freestyle)                      |
| 7 | Wollt ihr wissen… (Video)              |

## Chartplatzierungen und Singles
Hammer stieg am 14. März 2005 auf Platz 38 in die deutschen Albumcharts ein und belegte in den folgenden Wochen die Ränge 78 und 95, bevor es die Top 100 verließ. In der Schweiz platzierte sich das Album auf Position 54, während es in Österreich die Charts verpasste.
Als Singles wurden die Lieder Wollt ihr wissen… und Es geht hoch ausgekoppelt, die beide die Charts nicht erreichten.

## Rezeption
| Professionelle Bewertungen | Professionelle Bewertungen |
| -------------------------- | -------------------------- |
| Kritiken                   |                            |
| Quelle                     | Bewertung                  |
| laut.de                    | [ 4 ]                      |

Philipp Gässlein von laut.de bewertete das Album mit zwei von möglichen fünf Punkten. Er kritisiert vor allem die Texte und Reime Afrobs, der seinen Gästen oft raptechnisch unterlegen sei. Dagegen werden die Beatproduktionen überwiegend gelobt und auch der Gastauftritt von Joy Denalane wird positiv bewertet. Insgesamt enthalte das Album aber „nur drei, vier richtig überzeugende Tracks“, während es dem Rest nicht gelinge, „aus dem Mittelmaß herauszuragen“.